# Bocaue
Bocaue es uno de los pueblos que componen la provincia de Bulacán en Filipinas.

## Geografía
El pueblo tiene un superficie de 31,87 kilómetros cuadrado. El pueblo está situada 27 kilómetros al norte de Manila. Limita al norte y con el pueblo de Balagtas, al nordeste el pueblo de Pandi, al este el pueblo de Santa María,al oeste el pueblo de Bulacán, y al sur el pueblo de Marilao.
Según el censo de 2000, su población es de 86,994 habitantes en 18,237 casas.

## Barrios
Bocaue tiene 19 barrios (tagalo: barangay):
| - Antipona - Bagumbayan - Bambang - Batía - Biñang 1st - Biñang 2nd - Bolacan - Bundukan - Bunlo - Caingin | - Duhat - Igulot - Lolomboy - Población - Sulucan - Taal - Tambobong - Turo - Wakas |